# Artikel (Recht)
Unter einem Gesetzesartikel versteht man eine Einteilungseinheit von Verfassungen, Gesetzen und Verträgen.

## Deutschland und Österreich
In Deutschland und Österreich erfolgt die Einteilung der meisten Gesetze in Paragraphen (§). Einige Gesetze werden aber auch in Deutschland und in Österreich in Artikel unterteilt. Die wichtigsten Beispiele hierfür sind in Deutschland das Grundgesetz (GG), das Einführungsgesetz zum Bürgerlichen Gesetzbuche (EGBGB), Scheckgesetz (ScheckG) und Wechselgesetz (WG), in Österreich das Bundes-Verfassungsgesetz (B-VG), Staatsgrundgesetz (StGG), Scheckgesetz (ScheckG) und Wechselgesetz (WG).
Außerdem werden Gesetze, die andere Gesetze ändern, in Artikel untergliedert. Dabei wird meist für jedes geänderte Gesetz ein eigener Artikel angelegt; sind in vielen Gesetzen nur kleine Änderungen vorzunehmen, so werden diese Änderungen oft in einem Artikel zusammengefasst. Solche Gesetze werden häufig auch als Artikelgesetze bezeichnet. Wird ein neues Gesetz zusammen mit Änderungen in bestehenden Gesetzen erlassen, so geht man ähnlich vor: Außer den Änderungen ist auch das neue Gesetz ein Artikel des Gesamtwerks, das auch als Mantelgesetz bezeichnet wird.
Im bayerischen Landesrecht gliedert man formelle Gesetze, das heißt Gesetze, die vom Landesgesetzgeber, dem Landtag, erlassen wurden, in Artikel, hingegen Rechtsvorschriften, die unterhalb des Gesetzes stehen (Rechtsverordnungen, Satzungen), in Paragraphen.

## Schweiz
In der Schweiz werden die Bundesverfassung sowie die Bundesgesetze und -verordnungen wie auch die Kantonsverfassungen sowie in den meisten Kantonen auch die Gesetze und Verordnungen in Artikel unterteilt. Im Kanton Zürich jedoch wird nur die Kantonsverfassung mittels Artikeln gegliedert, Gesetze und Verordnungen werden mittels Paragraphen geordnet.

## Internationales Recht
Die meisten anderen völkerrechtlichen Verträge, etwa die Europäische Menschenrechtskonvention (EMRK) oder der EU-Vertrag, sowie Rechtsakte der Europäischen Union sind ebenfalls in Artikel gegliedert.

## Abkürzung und Zitierweise
In der juristischen Fachliteratur wird das Wort „Artikel“ üblicherweise mit „Art.“ abgekürzt, z. B.: Art. 1 GG bzw. Art. 1 bis 20 GG. Um den Plural kenntlich zu machen, kann auch mit „Artt.“ abgekürzt werden. Unter Juristen ist die Verdopplung des Buchstabens „t“ allerdings mittlerweile nicht mehr allgemein üblich.